# Wielka Izera

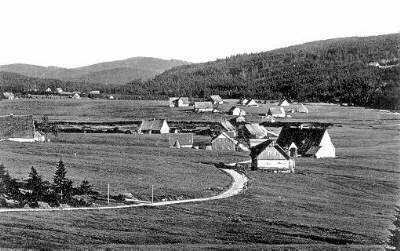
Groß Iser Anfang des 20. Jahrhunderts

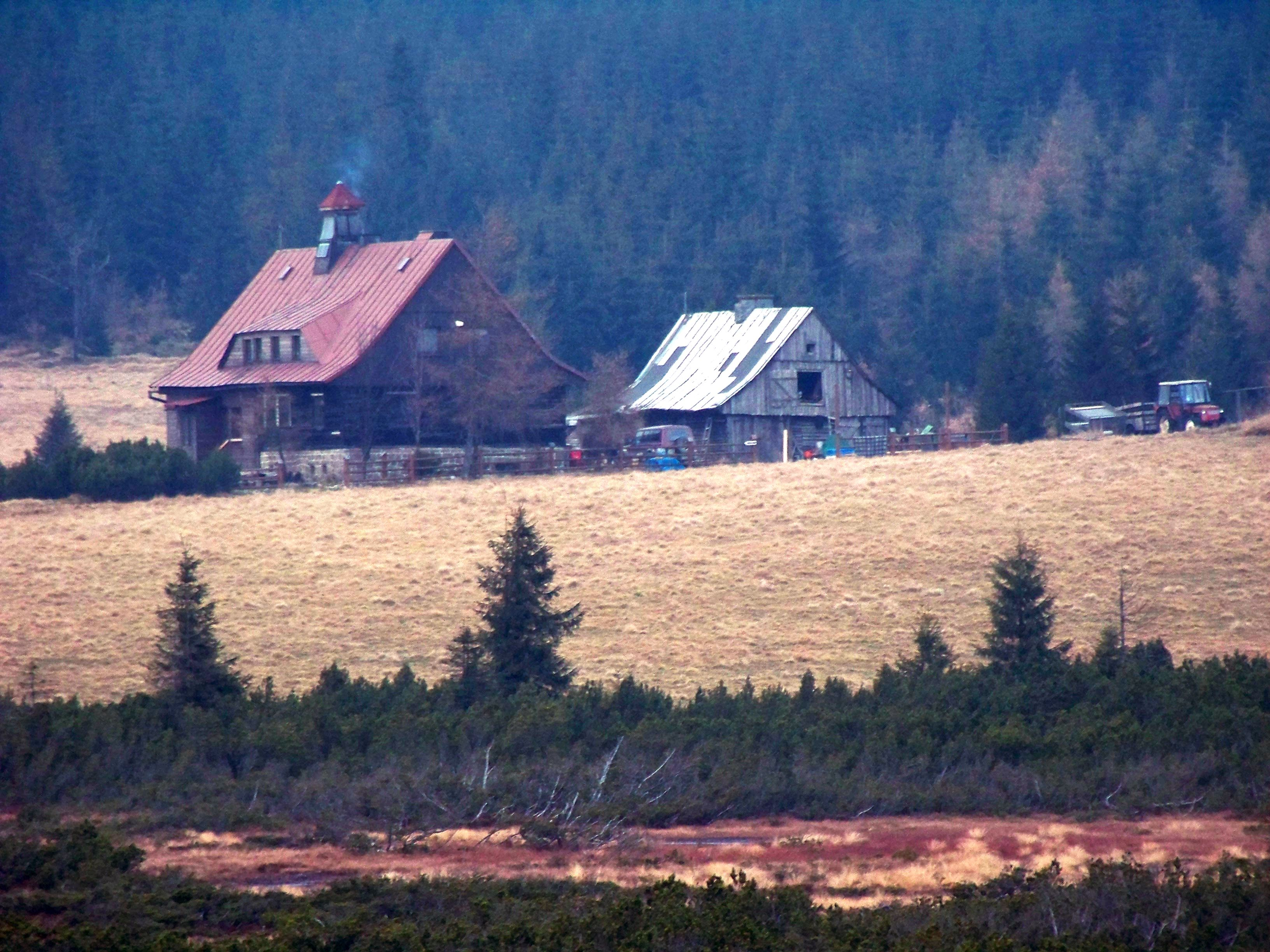
Górzystów-Hütte

Wielka Izera, auch Izera (deutsch Groß Iser) ist eine Wüstung auf dem Gemeindegebiet von Mirsk im südwestlichen Polen in der Woiwodschaft Niederschlesien.

## Geographie
Die Wüstung liegt auf ca. 860 Meter über NN auf der Alm Hala Izerska im Hohen Iserkamm im Isergebirge am Jagnięcy Potok und dem Oberlauf der Iser. Auf der anderen Iserseite in Tschechien befindet sich Jizerka. Wenige Kilometer flussabwärts auf der polnischen Seite befindet sich die Wüstung Carlsthal.

## Geschichte
Das Dorf wurde 1630 von Thomas, einem Glaubensflüchtling aus Böhmen, gegründet. Es wuchs in den nächsten Jahrhunderten auf mehrere Dutzend Höfe, eine Mühle und Schulen an. Unweit östlich des Dorfes wurde in der zweiten Hälfte des 19. Jahrhunderts die Zackenbahn gebaut, die über den Neuweltpass Schlesien mit Böhmen verband. In der Zwischenkriegszeit wurde das Dorf an das Straßennetz der Sudetenstraße angeschlossen und seither touristisch erschlossen. Es entstanden drei Bauden (Isermühle-Gebirgsbaude, Groß-Iser-Baude und Jugendherberge „Schihof Groß-Iser“) im Ort. Es waren meist Jahrhunderte alte Bauernhöfe, die vom Deutschen Jugendherbergswerk unter der Leitung des Breslauer Architekten Günter Nitschke zu Berghütten ausgebaut wurden. Am 10. Mai 1945 wurde Groß Iser von der Roten Armee eingenommen. Der Baudenwirt Paul Hirt wurde am Tag darauf von den Soldaten ermordet, sein Grab befindet sich noch auf der Alm. Die anderen Bewohner, die nicht geflohen waren, wurden umgehend nach Bad Flinsberg vertrieben. Der Ort an der Grenze zur Tschechoslowakei wurde militärisches Sperrgebiet. Zunächst gab es Pläne, den Ort als Skalno mit Polen zu besiedeln. Schließlich blieb er Sperrgebiet der polnischen Streitkräfte. Bis auf die Neue Schule, die heute als Baude Górzystów-Hütte dient, wurden in den 1950er Jahren alle Gebäude zerstört. Es ist nicht klar, ob sie planmäßig gesprengt oder bei Truppenübungen zerstört wurden. Heute sind nur noch Fundamente und Mauerreste im Moor zu sehen. Die Karlsbrücke über die Iser, die gleichzeitig Grenzbrücke zwischen Polen und Tschechien ist, wurde wieder aufgebaut. Die Wüstung wird einzig von der Familie des Almwirts bewohnt.